# بهترین‌های آز
بهترین‌های آز (انگلیسی: Best of Ozz) یک آلبوم گردآوری‌شده از آزی آزبورن، خواننده هوی متال انگلیسی است. این آلبوم در ۱ مارس ۱۹۸۹ توسط سی‌بی‌اس/سونی تنها در ژاپن منتشر شد و دارای ترانه‌هایی از چهار آلبوم استودیویی نخست آزبورن است که از کولاک آز در سال ۱۹۸۰ تا گناه بی‌نهایت در سال ۱۹۸۶ را شامل می‌شود.

## فهرست قطعات
| شماره      | نام                 | نویسنده(ها)                              | مدت   |
| ---------- | ------------------- | ---------------------------------------- | ----- |
| ۱.         | «بر فراز کوهستان»   | آزی آزبورن رندی رودز باب دیزلی لی کرسلیک | ۴:۳۲  |
| ۲.         | «بازندهٔ مخفی»       | آزبورن جیک ئی. لی                        | ۴:۱۱  |
| ۳.         | «وداع با عاشقانه‌ها» | آزبورن رودز دیزلی                        | ۵:۳۵  |
| ۴.         | «تیری در تاریکی»    | آزبورن فیل سوزان                         | ۴:۲۸  |
| ۵.         | «آقای کراولی»       | آزبورن رودز دیزلی                        | ۴:۵۹  |
| ۶.         | «پارس کردن در ماه»  | آزبورن                                   | ۴:۱۶  |
| ۷.         | «قطار دیوانه»       | آزبورن رودز دیزلی                        | ۴:۵۱  |
| ۸.         | «مرکز ابدیت»        | آزبورن                                   | ۵:۲۳  |
| ۹.         | «خاطرات یک دیوانه»  | آزبورن رودز دیزلی کرسلیک                 | ۶:۱۵  |
| ۱۰.        | «گناه بی‌نهایت»      | آزبورن لی                                | ۳:۴۵  |
| مجموع مدت: | مجموع مدت:          | مجموع مدت:                               | ۴۸:۱۵ |

یادداشت‌ها
- قطعه‌های ۱ و ۹ ابتدا در آلبوم خاطرات یک دیوانه منتشر شده‌اند.
- قطعه‌های ۲، ۴ و ۱۰ ابتدا در آلبوم گناه بی‌نهایت منتشر شده‌اند.
- قطعه‌های ۳، ۵ و ۷ ابتدا در آلبوم کولاک آز منتشر شده‌اند.
- قطعه‌های ۶ و ۸ ابتدا در آلبوم پارس کردن در ماه منتشر شده‌اند.